# Bajvívás
A bajvívás a feudalizmusban az istenítélet egyik fajtája volt. A perbeli bizonyítás részeként alkalmazták a bajvívást is. Tarthatott halálig, gyakrabb volt azonban az első vérig vagy a fegyvervesztésig folytatott bajvívás. Az ellenfelek személyesen vagy helyettes viadorok útján küzdhettek meg egymással. Magyarországon a nőket mindig viadorok képviselték. (A vesztes ilyenkor az életével fizetett.) Egyházi ember nem vehetett részt bajvívásban.
Amikor a megtisztulást a bírói eljárással hozták összefüggésbe, a párbaj megszűnt egyszerű istenítélet lenni, és olyan jogi eszköz lett, mellyel a vádló a vádlott bűnösségét, az pedig a maga ártatlanságát igazolhatta a bíróság előtt, mivel úgy vélték, hogy Isten nem hagyja el az igazságot. Ezért a bajvívás intézménye, mely a régi árja időkből származik, a pogányságon át a középkor végéig a keresztény nemzeteknél is fennmaradt. A győztes a legyőzöttet büntetlenül megölhette vagy megcsonkíthatta. A legyőzött rokonainak életük és birtokuk elvesztésének terhe mellett szigorúan tilos volt ezt megbosszulni.
Eredetileg csak a szabad, elsősorban a nemes férfiak küzdhettek meg egymással. Később, amikor megszüntették a vízzel és a vassal végzett próbákat, már a nem szabadok is részt vehettek a küzdelemben. Bajvívásra gyilkosság, rablás, súlyos (bénaságot okozó) sérülés, a családok közti viszály, becsületsértés, felségsértés, nemi erőszak, hamis tanúzás stb. esetén kerülhetett sor.
A küzdő feleknek azonos fegyverrel kellett harcolniuk. A vizigótoknál és a frankoknál a nemesek lovon, kopjával, máshol általában gyalog, karddal és pajzzsal harcoltak. Csehországban a Konrád-féle statútumok (1198) a külföldiekkel való harc esetén kopjával történő harcot írtak elő. Noha már Nagy Theodorik osztrogót király is betiltotta és Luitprand longobárd király is kétségbe vonta az észszerűségét, Nagy Károly császár elrendelte, hogy az istenítélet eredményét mindenki fenntartások nélkül fogadja el. A negyedik lateráni zsinat 1215-ben a juidicum sanguinis általános betiltását rendelte el és Franciaországban IX. Lajos 1260-ban kimondta a bajvívások beszüntetését, de a világi bíróságokon ennek ellenére tovább alkalmazták. Szép Fülöp francia király 1306-ban mint ultimum subsidiumot korlátozott formában ismét bevezette és ezt egészen a 16. századig alkalmazták. A harc kimenetele gyakran a szerencsén vagy a véletlenen múlt, ezért Délnyugat-Európában hamarosan betiltották, a másik oldalon azonban az ököljoggal kapcsolatos középkori nézetek sokáig hozzájárultak a fennmaradásához.
Angliában, ahol a normannok vezették be, a 13. században kiment a gyakorlatból, de a bíróságon kívüli gyakorlatban fennmaradt, míg 1820-ban kifejezetten be nem tiltották. Németországban először a városi bíróságokon szüntették meg, majd a 15. században a többi világi bíróságok is beszüntették. Oroszországban Fokij metropolita 1410-ben elrendelte, hogy a papok a "pole" résztvevőit egyházi büntetésben részesítsék, mert "a bajvívással a lélek elpusztul". Csehországban a "sedání" ellen elsőként a városok léptek fel, de még a 15. században is voltak bajvívások és I. Ferdinánd király tiltotta be. A bajvívást a római-kanonoki jog inkvizíciós eljárása, a titkos tanúkihallgatás, a kínvallatás stb. máshol is háttérbe szorította. Magyarországon formálisan Mátyás szüntette meg 1486-ban, de ritkán még a 17. században is előfordulhatott.

## A bajvívás egyéb jelentései
Másik jelentése, a lovagi torna egyik típusa, ünnepélyes fegyvergyakorlat, amikor csak két lovag küzdött meg egymással. Többnyire a csapatos viadalok előjátéka volt. Párviadalra egyes lovagok hívták ki egymást teljes fegyverzetben. Ilyenkor tompa végű tornalándzsát használtak, melyet ellenfelük pajzsán törtek szét. Céljuk az ellenfél kivetése volt a nyeregből. A párviadal másik változata a tornajáték. Seybold leírása szerint Mátyás korában a budai Vérmezőn vagy Szent Zsigmond piacán rendezett januári bajvíváson külföldi lovagok: Podjebrád Hinkó herceg, Stein György, Szilézia kormányzója, Kristóf bajor herceg és Eberstein gróf tompa fegyverekkel három és fél órán át mérkőzött. Seybold azt is megfigyelte, hogy az urak lovagi tornája alatt Buda havas utcáin suhancok, apródok, diákok előadták a lovagi bajvívás népies-pórias paródiáját. Páncél helyett kitömött ruhákat viseltek, lándzsák helyett pedig gebéik hátán fadorongokkal püfölték egymást. Az 1476. évi budai és az 1518. évi egri lovagi párviadal-persziflázs után ilyen önironikus párviadal volt Brandenburgi György 1525. évi tréfás bajvívása is.
Harmadik jelentése a párbaj egyik szinonimája. A többnyire a török korban gyakran vívtak bajvívást életre-halálra. A csapatok vezérei vagy a kiváló vitézek küzdöttek meg egymással. A győztes nagy dicsőséget szerzett és királyi jutalomban részesült. A 18. század elején mindinkább visszaszorultak a bajvívások. 1348-ban Tarantói Lajos párbajra hívta ki Nagy Lajos
magyar királyt, hogy így döntsék el a nápolyi trón sorsát.

## A bajvívás etimológiája
A bajvívás szó baj- előtagjának eredeti jelentése 'harc' volt, míg a -vívás utótag a karddal végzett párbajra utal. A bajnok eredetileg a peres ügyekben bajt vívót jelentett, majd kizárólag olyan harcost, akit más személy ügyében vívót értettek rajta. A magyar öklel 'bajt vív' szó az ököllel függ össze, ami arra utal, hogy a fegyverrel, szarvval való szúrás, döfés, illetve
a bajvívásbeli öklelés kifejezésére az ököllel való szúrásszerű ütést használták. Az öklel szó 1282-es jelentése 'bajt vív': "Michaele dicto Vkleleu", míg az 1405 körüli öklelés (wkleles) jelentése 'bajvívás, lovagi torna' volt. Egy Bocskai István, erdélyi fejedelem által 1606-ban kiadott magyar nyelvű címeres levélben a bajvívás "Ket emberek viadalliaban" alakban szerepel, az öklelés pedig "gieőreö öklelesekben" (gyűrűöklelés) formában fordul elő, mint a lovagi torna egyik versenyága.